# USS Kearsarge (CV-33)
USS Kearsarge (CV-33) bio je američki nosač zrakoplova u sastavu Američke ratne mornarice i jedan od nosača klase Essex. Bio je treći brod u službi Američke ratne mornarice koji nosi ime Kearsarge. Služio je od 1946. do 1970. godine. Ušao je u službu nakon završetka Drugog svjetskog rata. Kearsarge je odlikovan s 2 borbene zvijezde (eng. battle stars – odlikovanje za sudjelovanje u bitkama) za sudjelovanje u Korejskom ratu i 5 borbenih zvijezda za sudjelovanje u Vijetnamskom ratu. Sudjelovao je u svemirskim misijama programa Mercury.
Povučen je iz službe 1970. godine, a 1974. je prodan kao staro željezo.

### Zajednički poslužitelj
|  | Zajednički poslužitelj ima stranicu o temi USS Kearsarge (CV-33)    |
|  | Zajednički poslužitelj ima još gradiva o temi USS Kearsarge (CV-33) |